# Oravisaari (ö i Mellersta Finland)
Oravisaari är en ö i Finland. Den ligger i sjön Päijänne och i kommunen Jyväskylä i den ekonomiska regionen  Jyväskylä ekonomiska region  och landskapet Mellersta Finland, i den södra delen av landet, 200 km norr om huvudstaden Helsingfors. Öns area är 46,9 hektar och dess största längd är 1,2 kilometer i sydöst-nordvästlig riktning.